# Маргарита де Карруж
Маргарита де Карруж (1362, Шато де Фонтен-ла-Соре (Ер)-1419, уроджена Де Тібувіль) була французькою шляхтянкою. У 1380 році вона вийшла заміж за Жана де Каружа. Єдина дочка Жанни де Буа Еру та дуже суперечливого Роберта де Тібувіля, нормандського лорда, який двічі виступав проти французького короля в територіальних конфліктах, у зраді йому пощастило вижити, хоча й здеякими втратами. Через союз Маргарити і Карружа де Тібувіль сподівався відновити статус своєї родини, тоді як Каруж сподівався на спадкоємця від юної Маргарити, яку сучасники описували як «молоду, шляхетну, багату, а також дуже красиву».
Незабаром після одруження Карруж розкрив ще один мотив союзу. Цінний маєток Ону-ле-Фокон, переданий його супернику Жаку Ле Грі двома роками раніше, раніше належав тестю Карружа, Роберту де Тібувілю, і був куплений графом П'єром за 8000 французьких ліврів у 1377. Карруж негайно розпочав судовий позов про повернення землі на основі передбачуваних попередніх претензій на неї. Справа затягнулася на кілька місяців, доки граф П'єр не був змушений відвідати свого двоюрідного брата, короля Карла VI, щоб офіційно підтвердити своє право власності на землю та право передати її тому зі своїх послідовників кого він обрав. Позов дуже погано відобразився на Карружі при суді в Аржантані і призвів до його подальшого відчуження від кола графа П'єра.
Маргарита де Каруж звинуватила Жака Ле Грі, суперника Каружа, у зґвалтуванні, що призвело до однієї з останніх судових дуелей, дозволених французьким королем і парламентом Парижа (реальна остання дуель відбулася в 1547 році проти Гі Шабо де Жарнака проти Франсуа де Вівонна). Бій відбувся в 1386 році.